# Chabria marginata
Chabria marginata es un coleóptero de la familia Chrysomelidae.
Fue descrita científicamente en 1993 por Medvedev.